# أليسون مينر
أليسون مينر (بالإنجليزية: Allison Miner)‏ هي مديرة مواهب أمريكية، ولدت في 23 سبتمبر 1949 في بالتيمور في الولايات المتحدة، وتوفيت في 23 ديسمبر 1995 في نيو أورلينز في الولايات المتحدة بسبب ورم نخاعي متعدد.